# 양산 척화비
양산 척화비(梁山 斥和碑)는 경상남도 양산시 상북면 소토리에 있던 대한제국시대의 척화비이다. 현재는 양산시립박물관 내로 이전하여 보존·관리되고 있다.
1979년 5월 2일 경상남도의 유형문화재 제120호 고종(대원군) 척화비로 지정되었다가, 2018년 12월 20일 현재의 명칭으로 변경되었다.

## 개요
척화비는 조선 고종 때 병인양요(1866)와 신미양요(1871)를 승리로 이끈 흥선대원군이 서양세력을 배척하고 이를 온 백성에게 일깨워 주고자 전국의 중요 지역에 세우도록 한 비이다.
비는 네모나게 깎은 돌의 모서리를 자른 간단한 형태이다. 비에는 굵은 글씨로 “서양오랑캐가 침범하는데 싸우지 않으면 곧 화친이니 화친을 주장하는 것은 곧 나라를 파는 것이다.”라는 내용을 적어 놓았다. 그 옆에도 작은 글씨를 새겼는데. 내용은 “자손만대에 경고한다. 병인년에 만들고 신미년에 세운다.”이다.
척화비는 고종 8년(1871) 전국 각지에 세웠다가, 고종 19년(1882)의 임오군란으로 대원군이 청나라에 납치되고 이어 개항을 맞게 되자 대부분이 철거되고 이처럼 몇기의 비들만 곳곳에 남아 있다.

## 문화재 이전 사유
유형문화재인 양산 대원군척화비의 원활한 보존관리를 위해 양산시립박물관 내로 이전하여 보존·관리하고자 함

## 참고 자료
- 양산 척화비 - 국가유산청 국가유산포털